# Františkánské náměstí (Bratislava)
Františkánské náměstí (slovensky Františkánske námestie) je náměstí v centru Bratislavy. Nachází se vedle Hlavního náměstí.

## Pamětihodnosti
Na náměstí se nachází významné památky: 
- Františkánský klášter s kostelem Zvěstování Páně, postavený na konci 13. století. V budově č. p. 7 sídlí divadlo GUnaGU.
- Jezuitský kostel Nejsvětějšího Spasitele
- Maxmiliánova fontána
- Mariánský sloup na Františkánském náměstí